# Schachbundesliga 2012/13

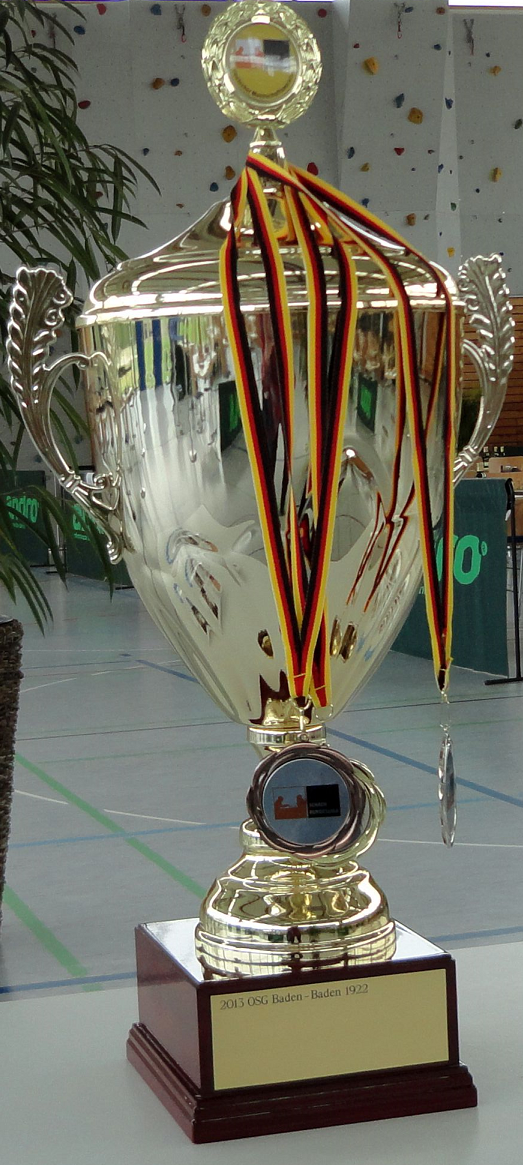
Pokal der Deutschen Schachbundesliga mit Gravur: 2013 OSG Baden-Baden 1922

Die Saison 2012/13 war die 33. Spielzeit der deutschen Schachbundesliga. Der Titelverteidiger OSG Baden-Baden dominierte das Feld und stand bereits zwei Runden vor Schluss als Meister fest. Neu aufgestiegen aus der 2. Bundesliga sind der SK Norderstedt (Gruppe Nord), der Schachclub Forchheim (Gruppe Ost), der SV Griesheim (Gruppe Süd) und der Wiesbadener Schachverein 1885 (Gruppe West). Rein sportlich erreichte als einziger Aufsteiger Wiesbaden den Klassenerhalt, während Griesheim, Forchheim und Norderstedt zusammen mit den Schachfreunden Berlin auf den Abstiegsplätzen landeten, da jedoch einerseits aus der 2. Bundesliga West kein Aufsteiger für die Bundesliga 2013/14 gemeldet wurde und andererseits Wiesbaden seine Mannschaft zurückzog, erreichten mit den Schachfreunden Berlin und Griesheim die beiden bestplatzierten sportlichen Absteiger noch den Klassenerhalt.
Zur besten Partie der Saison wurde der Sieg von Léon Mons (Forchheim) gegen Arkadij Naiditsch (Baden-Baden) gewählt.
Zu den gemeldeten Mannschaftskadern der teilnehmenden Vereine siehe Mannschaftskader der deutschen Schachbundesliga 2012/13.

## Organisation

### Termine
Die Doppelrunden fanden am 20./21. Oktober 2012, 10./11. November 2012, 8./9. Dezember 2012, 2./3. Februar 2013, 23./24. Februar 2013, 16./17. März 2013 und am 5.–7. April 2013 (zentrale Runde in Schwetzingen) statt.

### Bedenkzeit
Jeder Spieler hat seit der Saison 2009/10 100 Minuten Bedenkzeit für die ersten 40 Züge, 50 Minuten für die nächsten 20 Züge und 15 Minuten bis Partieende. Ab dem ersten Zug erhält jeder Spieler eine Zeitgutschrift von 30 Sekunden pro Zug bis zum Ende der Partie. Remisangebote vor dem 20. Zug sind untersagt. Ausgenommen sind Remisen durch dreimalige Stellungswiederholung.

## Bemerkenswertes
Am 21. Oktober 2012 kam es in der Partie zwischen Sebastian Siebrecht und Falko Bindrich des Mannschaftskampfes Schachclub Eppingen gegen Sportfreunde Katernberg zu einem Zwischenfall, als Bindrich dem Schiedsrichter die Herausgabe seines auf die Toilette mitgenommenen Handys verweigerte. Die Partie wurde daraufhin als verloren für Bindrich gewertet, er wurde vom Präsidium des Deutschen Schachbundes für zwei Jahre gesperrt, allerdings wurde die Sperre nach einem Einspruch Bindrichs vom Schiedsgericht des DSB wieder aufgehoben.

## Tabelle
|     | Verein                            | Sp | G  | U | V  | Brett-P.  | MP    |
| --- | --------------------------------- | -- | -- | - | -- | --------- | ----- |
| 1.  | OSG Baden-Baden (M)               | 15 | 15 | 0 | 0  | 89,0:31,0 | 30:0  |
| 2.  | SV Mülheim-Nord                   | 15 | 12 | 1 | 2  | 75,0:45,0 | 25:5  |
| 3.  | Schachgesellschaft Solingen       | 15 | 9  | 3 | 3  | 71,0:49,0 | 21:9  |
| 4.  | Schachclub Eppingen               | 15 | 9  | 2 | 4  | 72,5:47,5 | 20:10 |
| 5.  | Werder Bremen                     | 15 | 9  | 1 | 5  | 64,0:56,0 | 19:11 |
| 6.  | SK Turm Emsdetten                 | 15 | 8  | 2 | 5  | 67,5:52,5 | 18:12 |
| 7.  | SG Trier                          | 15 | 7  | 3 | 5  | 61,5:58,5 | 17:13 |
| 8.  | Hamburger SK                      | 15 | 7  | 2 | 6  | 63,5:56,5 | 16:14 |
| 9.  | SV 1930 Hockenheim                | 15 | 7  | 2 | 6  | 61,5:58,5 | 16:14 |
| 10. | Wiesbadener Schachverein 1885 (N) | 15 | 7  | 2 | 6  | 58,5:61,5 | 16:14 |
| 11. | Sportfreunde Katernberg           | 15 | 6  | 3 | 6  | 62,0:58,0 | 15:15 |
| 12. | SV Wattenscheid                   | 15 | 5  | 1 | 9  | 58,0:62,0 | 11:19 |
| 13. | Schachfreunde Berlin              | 15 | 3  | 1 | 11 | 53,0:67,0 | 7:23  |
| 14. | SV Griesheim (N)                  | 15 | 2  | 1 | 12 | 41,5:78,5 | 5:25  |
| 15. | Schachclub Forchheim (N)          | 15 | 1  | 0 | 14 | 31,5:88,5 | 2:28  |
| 16. | SK Norderstedt (N)                | 15 | 1  | 0 | 14 | 30,0:90,0 | 2:28  |

## Entscheidungen
|     | Deutscher Meister: OSG Baden-Baden                                                                                               |
|     | Teilnahme am Europapokal: OSG Baden-Baden, SV Mülheim-Nord, Schachgesellschaft Solingen                                          |
|     | Abstieg in die 2. Bundesliga 2013/14: Wiesbadener Schachverein 1885 (freiwilliger Rückzug), Schachclub Forchheim, SK Norderstedt |
| (M) | amtierender Deutscher Meister |
| (N) | Neuaufsteiger der letzten Saison                                                                                                 |

## Kreuztabelle
| Ergebnisse | Ergebnisse                    | 01. | 02. | 03. | 04. | 05. | 06. | 07. | 08. | 09. | 10. | 11. | 12. | 13. | 14. | 15. | 16. |
| ---------- | ----------------------------- | --- | --- | --- | --- | --- | --- | --- | --- | --- | --- | --- | --- | --- | --- | --- | --- |
| 1.         | OSG Baden-Baden               |     | 4½  | 5   | 6½  | 6½  | 6   | 5   | 5½  | 5½  | 7   | 5½  | 5½  | 5   | 7½  | 6½  | 7½  |
| 2.         | SV Mülheim-Nord               | 3½  |     | 4½  | 3½  | 4   | 4½  | 6   | 5   | 5½  | 6½  | 5   | 6   | 4½  | 6   | 5   | 5½  |
| 3.         | Schachgesellschaft Solingen   | 3   | 3½  |     | 4½  | 3½  | 4   | 4½  | 5½  | 4   | 5½  | 4   | 5½  | 5½  | 4½  | 6   | 7½  |
| 4.         | Schachclub Eppingen           | 1½  | 4½  | 3½  |     | 5½  | 4   | 6   | 3½  | 6   | 4   | 3½  | 5½  | 5   | 5½  | 7½  | 7   |
| 5.         | Werder Bremen                 | 1½  | 4   | 4½  | 2½  |     | 5   | 5   | 2½  | 3   | 3   | 4½  | 5½  | 5   | 5½  | 5½  | 7   |
| 6.         | SK Turm Emsdetten             | 2   | 3½  | 4   | 4   | 3   |     | 3½  | 5   | 4½  | 3   | 5½  | 4½  | 4½  | 6½  | 6½  | 7½  |
| 7.         | SG Trier                      | 3   | 2   | 3½  | 2   | 3   | 4½  |     | 4   | 5   | 6½  | 4½  | 4   | 4   | 4½  | 6½  | 4½  |
| 8.         | Hamburger SK                  | 2½  | 3   | 2½  | 4½  | 5½  | 3   | 4   |     | 3   | 5½  | 4   | 4½  | 5½  | 3½  | 5½  | 7   |
| 9.         | SV 1930 Hockenheim            | 2½  | 2½  | 4   | 2   | 5   | 3½  | 3   | 5   |     | 4½  | 4   | 2   | 4½  | 6   | 7   | 6   |
| 10.        | Wiesbadener Schachverein 1885 | 1   | 1½  | 2½  | 4   | 5   | 5   | 1½  | 2½  | 3½  |     | 4½  | 4½  | 6½  | 4   | 6½  | 6   |
| 11.        | Sportfreunde Katernberg       | 2½  | 3   | 4   | 4½  | 3½  | 2½  | 3½  | 4   | 4   | 3½  |     | 4½  | 4½  | 6   | 6½  | 5½  |
| 12.        | SV Wattenscheid               | 2½  | 2   | 2½  | 2½  | 2½  | 3½  | 4   | 3½  | 6   | 3½  | 3½  |     | 5   | 4½  | 6   | 6½  |
| 13.        | Schachfreunde Berlin          | 3   | 3½  | 2½  | 3   | 3   | 3½  | 4   | 2½  | 3½  | 1½  | 3½  | 3   |     | 6½  | 5½  | 4½  |
| 14.        | SV Griesheim                  | ½   | 2   | 3½  | 2½  | 2½  | 1½  | 3½  | 4½  | 2   | 4   | 2   | 3½  | 1½  |     | 2½  | 5½  |
| 15.        | Schachclub Forchheim          | 1½  | 3   | 2   | ½   | 2½  | 1½  | 1½  | 2½  | 1   | 1½  | 1½  | 2   | 2½  | 5½  |     | 2½  |
| 16.        | SK Norderstedt                | ½   | 2½  | ½   | 1   | 1   | ½   | 3½  | 1   | 2   | 2   | 2½  | 1½  | 3½  | 2½  | 5½  |     |

## Die Meistermannschaft
| 1.            | OSG Baden-Baden |
| Schachfiguren | Lewon Aronjan, Pjotr Swidler, Michael Adams, Étienne Bacrot, Alexei Schirow, Arkadij Naiditsch, Sergej Movsesjan, Francisco Vallejo Pons, Rustam Kasimjanov, Peter Heine Nielsen, Liviu-Dieter Nisipeanu, Jan Gustafsson, Rustem Dautov, Philipp Schlosser. |